# Erigonella
Erigonella är ett släkte av spindlar som beskrevs av Dahl 1901. Erigonella ingår i familjen täckvävarspindlar.
Kladogram enligt Catalogue of Life och Dyntaxa: